# Aser (stam)

Stamgebieden in het Bijbelse Israël

De Stam van Aser was volgende de Hebreeuwse Bijbel een van de twaalf stammen van Israël. De stamvader van de stam was Aser, de jongste zoon van Jakob en Zilpa.
Na de verovering van Kanaän door de Israëlieten wees Jozua het westelijke deel van Galilea toe aan Aser. Uit de Bijbel wordt de afbakening van het grondgebied niet duidelijk beschreven en de vraag is of de stam wel één aaneengesloten grondgebied had. Wel wordt duidelijk dat de stam gebied had aan de Middellandse Zee die door lage temperaturen en overvloedige regenval tot de vruchtbaarste gebieden van Kanaän behoorde.
De stam van Aser was betrekkelijk weinig betrokken bij de verschillende conflicten die de Israëlieten uitvochten met hun buren en onderling. Toen Israël een monarchie werd, steunde Aser het koningschap van Saul en diens zoon Isboset. Na Isbosets dood schaarde Aser zich achter David. Nadat het koninkrijk Israël na Salomo's dood uiteenviel, koos Aser samen met negen andere stammen de zijde van Jerobeam en het noordelijke koninkrijk Israël. In 722 v.Chr. werd Israël veroverd door de Assyriërs en werden de inwoners, waaronder de stam van Aser, weggevoerd.
Sommige geleerden denken dat, door te benadrukken dat Aser en Gad zonen waren van Jakob en zijn dienstmeid, de Bijbel wil aangeven dat de leden van de stammen van Aser en Gad deels afstamden van niet-Israëlieten.

Symbool van de stam Aser